# 南海1521系電車
南海1521系電車（なんかい1521けいでんしゃ）は、かつて南海電気鉄道に在籍していた一般車両（通勤形電車）の一系列。
本項では、改造により本系列に統合された2051系電車についても記載する。また、南海より譲渡された弘南鉄道の1521系電車についても一部記述する。

## 1521系（架線電圧昇圧前）
1959年（昭和34年）から1960年（昭和35年）にかけて当時残存していた木造車の淘汰を目的に3両固定編成4本が新製され、南海線にて主に普通列車に使用された。
帝國車輛工業と日立製作所で6両ずつ製造された。
登場時は緑の車体にオレンジ帯の新塗装だったが、後述する2051系の登場後は同系列と同じ塗色に改められた。
電装品はモハ1501形（旧国鉄63系）1513 - 1520を電装解除して転用したため、主電動機は国鉄73系と同一のMT-40形で吊り掛け駆動である。
台車は汽車製造にて空気ばね台車（電動車KS-60、付随車KS-61）を新製して装着した。
車体は21m級の全鋼製で、客用扉は片開き式で片側4ヶ所、側窓は1段下降式、室内はロングシートであった。電動制御車のモハ1521形2両の間に付随車のサハ3801形（2代）を1両組み込んだ編成となっていたが、架線電圧昇圧直前には奇数両数の編成では使いにくくなっていたので、4両編成や2両編成に組み替えた編成もあった。

## 2051系
1961年（昭和36年）と1962年（昭和37年）に4両固定編成2本が帝國車輛工業で新製され、南海線にて主に急行列車に使用された。
塗色は緑の濃淡のツートンカラーで、この塗色は以後7000系・7100系にも採用されて、南海線通勤型電車の標準塗色として長く親しまれることとなる。
電装品はモハ2001形2025 - 2028を電装解除して転用したため、定格出力150kW（端子電圧600V時）の主電動機を装備した吊り掛け駆動である。
台車と車体は1521系とほぼ同一であったが、座席の奥行きが若干広げられて座り心地が向上した。電動制御車のモハ2051形2両の間に1521系と同一形式の付随車・サハ3801形を2両組み込んだ編成となっていた。架線電圧昇圧直前には7000系・7100系に優等列車運用を譲って普通列車に使用されることが多くなっていた。

## 1521系（架線電圧昇圧後）

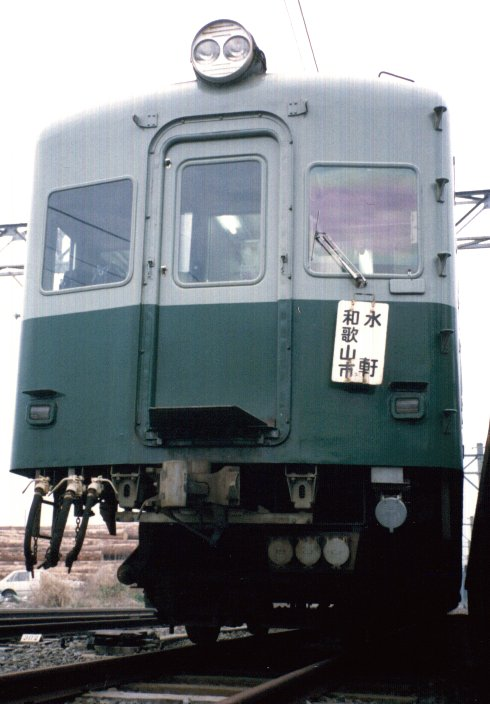
和歌山港線などの支線で運行されていた1521系電車
（1992年撮影）

1973年（昭和48年）に南海線の架線の電圧が1500Vに昇圧された。この際に大半の吊り掛け駆動車両は廃車となったが、1521系と2051系は比較的経年の浅い全鋼製車体を有していたため、1500V対応に改造することになった。
しかし、7000系・7100系などと共通運用を組むには性能的に差があり、両数も合わせて20両と少ないため、高師浜線や多奈川線、天王寺支線などの支線用として転用することになった。
モハ1521形の電動機は本来1500V用のものであったため、そのまま使用されたが、モハ2051形のものは1500V昇圧に対応できないため、モハ2051形については電装解除された2054を除き廃車となったモハ1551形から転用したMT-40形に交換し、同一性能となったモハ1521形に統合された。モハ1521形のうち偶数番号の5両は運転台を増設して両運転台となり、単行運転に使用できるようになった。サハ3801形は全車が運転台取り付け改造され、電装解除された2054とともにクハ3901形となった。
これにより番号は次のように改められている。
- 1521・1523・1525・1527（改番なし）
- 1522・1524・1526・1528（改番なし・両運転台化）
- 2051 → 1529（改番）
- 2052 → 1530（改番・両運転台化）
- 2053 → 1531（改番）
- 2054 → 3909（改番・電装解除・制御車化）
- 3801 - 3808 → 3901 - 3908（改番・制御車化）

同時に制御装置もALM-Nから新製の日立MMC-LH-20Aに変更されたが、支線専用で高速運転は想定されないため、弱め界磁は省略された。ブレーキ装置は自動空気ブレーキから電磁直通ブレーキに変更し、応答性と操作性を改善した。TDK-366-B形電動発電機も併設された。さらに前照灯もケースはそのままでシールドビーム化された。冷房装置は廃車まで搭載されなかった。

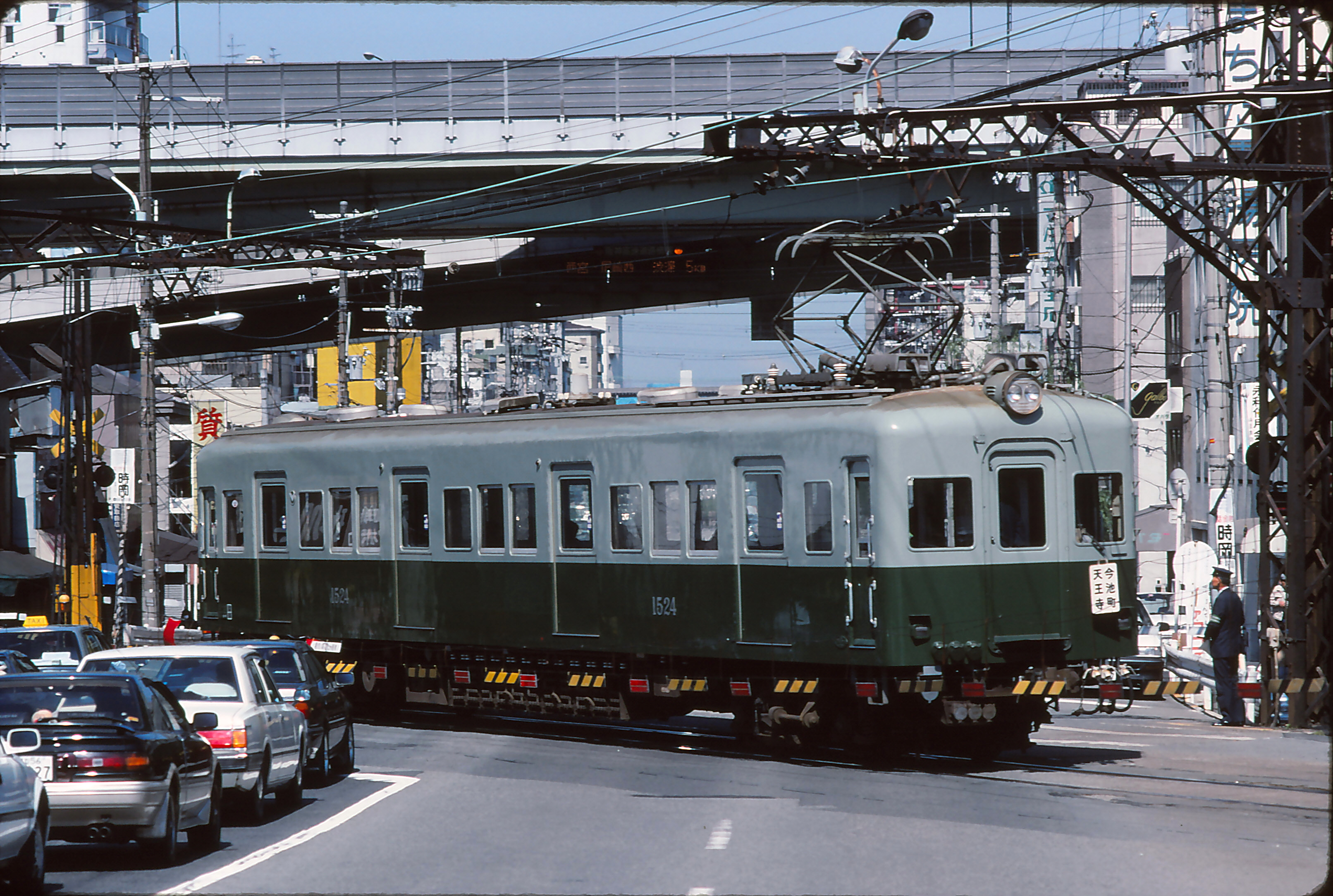
天王寺支線（部分廃止後）で運用される1524（1991年撮影）

改造後は天王寺支線・加太線・多奈川線で2両編成、高師浜線・和歌山港線は単行で使用された。1984年（昭和59年）11月18日に天王寺支線天下茶屋駅 - 今池町駅間が廃止になり、残存区間の天王寺駅 - 今池町駅間においては単行運転となったため1524・1526がこの区間の専用車となり、他車についても転属が行われた。この一連の転属で単行の車両が不足するため和歌山港線は2両編成の運行となった。一方でクハ3901形のうち車齢が最も若い3908・3909が余剰となり、翌1985年（昭和60年）4月に同系列のトップを切って廃車となった。この2両が搭載していた自動列車停止装置（ATS）と列車種別選別装置は、当時製造が開始されていた10000系に流用された。3909は車体のみ泉南市の業者に譲渡され、車体を10000系と同じ塗装（旧塗装）に塗り替えた上で「喫茶サザン」の店舗として利用されたが、店舗の廃業と同時に役目を失い、1989年頃に解体された。
その後、1985年6月16日のダイヤ改正で高野線の汐見橋 - 岸ノ里（現・岸里玉出）間（通称・汐見橋線）が南海本線の高架工事の過程で高野線の本線から分断されたため、同区間の運用を6000系から本形式に変更することになり、3編成が専用車となった。
天王寺支線専用の1524・1526は1993年（平成5年）の天王寺支線全廃後に和歌山港線に転属している。
1992年（平成4年）以降に推進された南海の車両の塗装変更（濃淡グリーン→グレー地にオレンジとブルーの帯）についても、本系列は対象外とされた。
1994年（平成6年）以降、2000系の増備に伴う高野線からの22000系の支線転用（転用改造時に2200系・2230系に改番）に伴い、廃車が進行した。最後まで残った汐見橋線での運用が1995年（平成7年）8月24日に終了となり、同年10月14・15日の和歌山港線でのさよなら運転をもってすべての営業運転を終了した。
| 1529 |  | 3905 |
| 1529 |  | 3905 |

車齢が最も古い1521+3901はじめ計10両が、一転して最後まで生き残るという現象が見られ、先述のさよなら運転もトップナンバー編成が務め、1995年11月20日付で除籍廃車となるまで生き残った。その同日付で除籍廃車となるまで生き残った10両の内訳は以下の通り。
- モハ1521形
  - 1521・1526・1528・1529・1531
- クハ3901形
  - 3901・3903・3905・3906・3907

本系列の形式消滅によって南海から吊り掛け駆動の営業用車両が全廃され、同時に鋼索線車両を除く鉄道線車両の冷房化率100%を達成した。
その後、モハ1522 - 1525・1527・1530、クハ3902・3904の計8両は青森県の弘南鉄道に譲渡された（1524・1527は大鰐線、残りは弘南線所属）。譲渡時に先頭車の前面中央に白い帯を入れたが、4扉通勤型車両では寒冷地の車内保温に難があること、厳しい気象条件下で車体や機器の傷みが激しかったにもかかわらず部品確保が困難であったこともあり、2008年（平成20年）度までに全車廃車された。

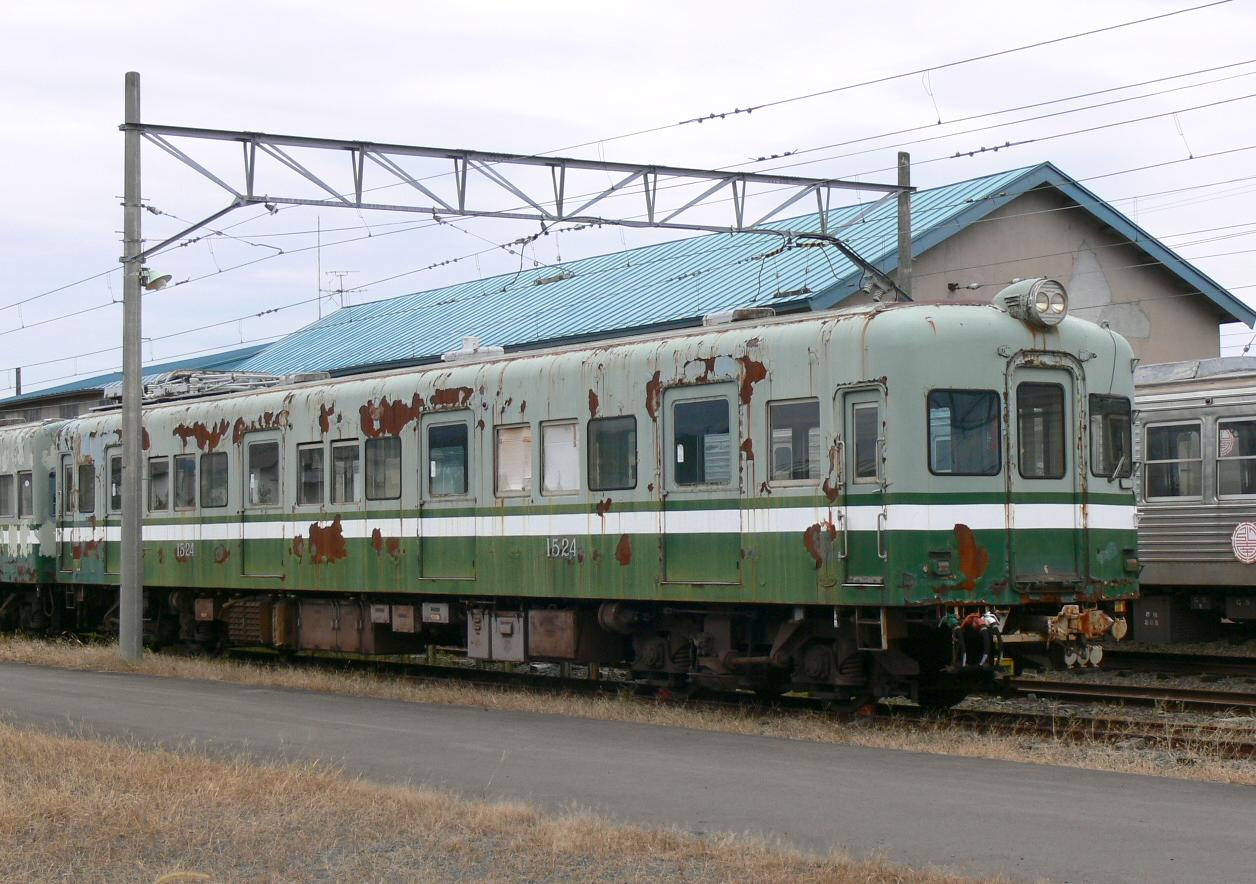
弘南鉄道へ譲渡された1521系電車。画像は大鰐線のモハ1524。 （2006年10月24日）
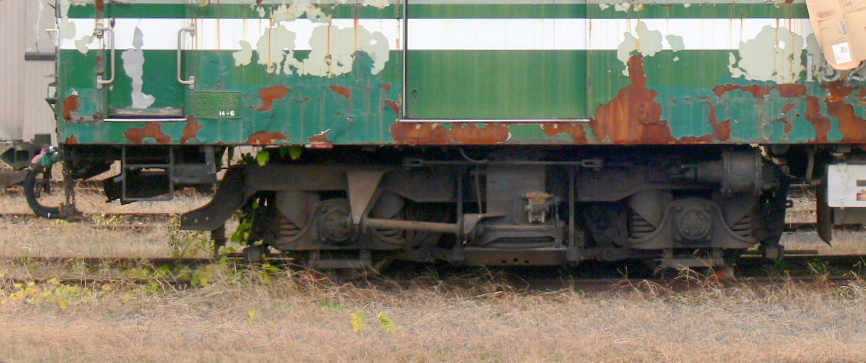
モハ1527の台車 （2006年10月24日）

## 1521系・2051系電車という表記について
南海の車両の系列の表記は、南海電鉄車両部の見解によると、本系列の次期新造車以降の車系については末尾は0であるとのことである（南海における「〜系」の表記について参照）。
しかし、本系列は末尾1であるとされている。これは、モハ1521形の新造当時にモハ1501形の1520号が存在しており、1520系と表記するとこの車両が本系列に含まれると誤解する恐れがあるため、あえて末尾1としているためである。ただし、1520号自体がモハ1521形に電動機を供出してクハ1951形1958号に改造・改番されているため、モハ1521形と1520号が同時に存在した期間はごくわずかである。
また、本系列と同時期にキハ5501・キハ5551形と本項で記述の2051系も製造されているが、理由は定かではないものの、この2形式も末尾は1としている。なお、2051系を最後に南海では末尾1の系列表記を取り止めている。